# Nie Haj-seng
Nie Haj-seng (kínaiul: 聂海胜, pinjin: Niè Hǎishèng; 1964. október 13. –) kínai űrhajós.
Nie Caojang (Zaoyang)ban, Kína Hupej (Hubei) tartományában született. 1998-ban kezdte meg az űrhajóskiképzést. Ő a harmadik kínai, aki a világűrben járt.

## Repülések
(zárójelben a repülés időszaka)
- Sencsou–6 (2005. október 12. – 2005. október 16.)

### Sencsou–5
Nie 2003 októberében egyike volt az első kínai űrhajó, a Sencsou–5 repülésére kiválasztott három tajkonautának. Végül Jang Li-vej repült, a tartalék pedig Csaj Cse-kang (Zhai Zhigang) lett.

### Sencsou–6
A második kínai űrhajó, a Sencsou–6 fedélzeti mérnöke. A legénység másik tagja Fej Csün-lung (Fei Junlong) parancsnok. A két asztronauta öt napot töltött a világűrben tudományos kísérleteket végezve.
Repülésének tiszteletére az 1977 VL1 aszteroidát 9517 Niehaisheng-nek nevezték el.

### Sencsou–10
Az ötödik kínai emberes űrhajó, a Sencsou–10 fedélzetén parancsnokként szolgált. A küldetés célja a Tienkung–1 űrállomás meglátogatása volt.

## Külső hivatkozások
- Nie Haisheng életrajza
- A 9517 Niehaisheng aszteroida adatai